# Académie des sciences, belles-lettres et arts de Clermont-Ferrand
Pour les articles homonymes, voir Académie de Clermont-Ferrand (homonymie).
L’Académie des sciences, belles-lettres et arts de Clermont-Ferrand est une société savante fondée à Clermont-Ferrand en 1747.
Elle fait partie de la Conférence nationale des académies des sciences, lettres et arts, qui, sous l’égide de l’Institut de France, regroupe trente-trois académies de France.
Elle a notamment pour but de favoriser et de diffuser les recherches de toute nature sur l'Auvergne et de valoriser le patrimoine historique et scientifique de l'Auvergne.

## Histoire

### Les sociétés savantes ancêtres de l'Académie

#### LaSociété littéraire de Clermont(1747-1793)
La Société littéraire de Clermont naît en 1747. Son secrétaire François-Guillaume Quériau prononce lors de la première séance solennelle du 25 août 1747 un discours sur le progrès des sciences et les arts auquel assiste l'Intendant Bonaventure-Robert Rossignol, le conseiller à la cour des aides de Clermont Joseph Dufraisse de Vernines, le médecin Benoît Duvernin, Etienne Bompart de Saint-Victor... En 1750, elle est reconnue par le roi. Elle se compose alors de trente membres ordinaires, plus cinq membres honoraires et cinq étrangers. En 1780, des lettres patentes l'érigent en académie.
En 1793, elle est supprimée par la Convention, comme toutes les autres académies.
Ses travaux sont connus grâce à des publications de son premier directeur Joseph Dufraisse de Vernines, de l'abbé Joseph Micolon de Blanval, par des listes de membres et des catalogues des communications lues dans les assemblées de la société de 1747 à 1780, par les archives conservées à la bibliothèque du Patrimoine de Clermont Auvergne Métropole.
| Dates            | Directeurs                                              | Éléments biographiques                                                   | Illustration |
| ---------------- | ------------------------------------------------------- | ------------------------------------------------------------------------ | ------------ |
| 1747             | Joseph du Fraisse de Vernines (1695-1773)               | Conseiller et avocat général à la Cour des Aides de Clermont             |              |
| 1748, 1768       | Antoine de Freydefont (1713-1791)                       | Président du Présidial de Clermont                                       |              |
| 1748-1753 ?      | Antoine François de Chazerat (1695-1754)                | Président de la Cour des Aides de Clermont, dernier intendant d'Auvergne |              |
| 1761, 1764, 1769 | Pierre Teillard de Beauvezeix (1724-1797)               | Conseiller à la Cour des Aides de Clermont                               |              |
| 1773             | Michel Girard de Chateauneuf de la Batisse (1707?-1789) | Chanoine du chapitre cathédral de Clermont                               |              |
| 1780-1782        | Benoît Duvernin (1712-1786)                             | Médecin                                                                  |              |
| 1783?-1788?      | François-Charles Dijon (1705?-1787)                     | Architecte                                                               |              |

Plusieurs sociétés tentèrent de ressusciter cette société savante :

#### La Société d'encouragement des sciences, des lettres et des arts (1818-1824)

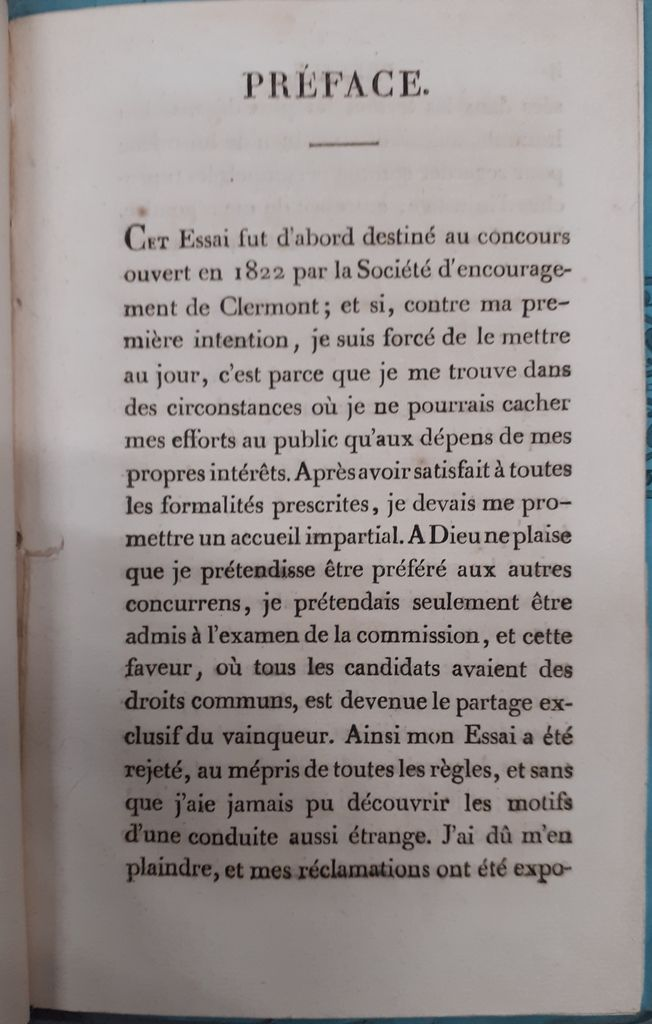
Éloge de Blaise Pascal rédigé à l'occasion du concours lancé par la Société d'encouragement de Clermont en 1822

La Société d'encouragement des sciences, des lettres et des arts fondée le 21 février 1818 par arrêté préfectoral a notamment organisé en 1822 pour le bicentenaire de la naissance de Blaise Pascal à Clermont-Ferrand un concours d’Éloges de Blaise Pascal, décerné en 1823 au Docteur Antoine Lizet'.

#### La Société académique de géologie, minéralogie et botanique d'Auvergne (1822-1824)
En 1823 apparaît la Société académique de géologie, minéralogie et botanique d'Auvergne, fondée le 6 novembre 1822 et présidée par le comte Maurice de Laizer, la première en France dédiée spécifiquement à ces disciplines. Un de ses objectifs est de créer un musée public rassemblant des collections de géologie, minéralogie et flore d'Auvergne. La ville met à disposition un bâtiment dans le local de la bibliothèque et l'abbé Lacoste, nommé directeur du musée de la Société, y déménage ses collections.

#### La Commission pour la recherche des antiquités et la conservation des monuments historiques du département
Elle est présidée par Maurice de Laizer qui s'attache à former dans un local attenant à la bibliothèque et au jardin botanique un musée d'antiquités celtiques et romaines.

### La nouvelle académie de 1824
Alexandre Louis d'Allonville, conseiller d'Etat et Préfet du Puy-de-Dôme, fait valoir sous la Restauration que la Société de 1747 « n'ayant été légalement supprimée par aucun acte contraire » peut être rétablie et le Ministre de l'Intérieur le charge de la réorganiser en supprimant les autres sociétés savantes du département. La première séance a lieu le 13 décembre 1824 sous la présidence du Maire de Clermont-Ferrand, Antoine Blatin. Le 11 février 1829, une ordonnance de Charles X la reconnaît d'utilité publique et l'autorise à porter le nom d'académie. Le premier président de l'académie ainsi reconstituée est, de 1825 à 1838, le comte de Montlosier.

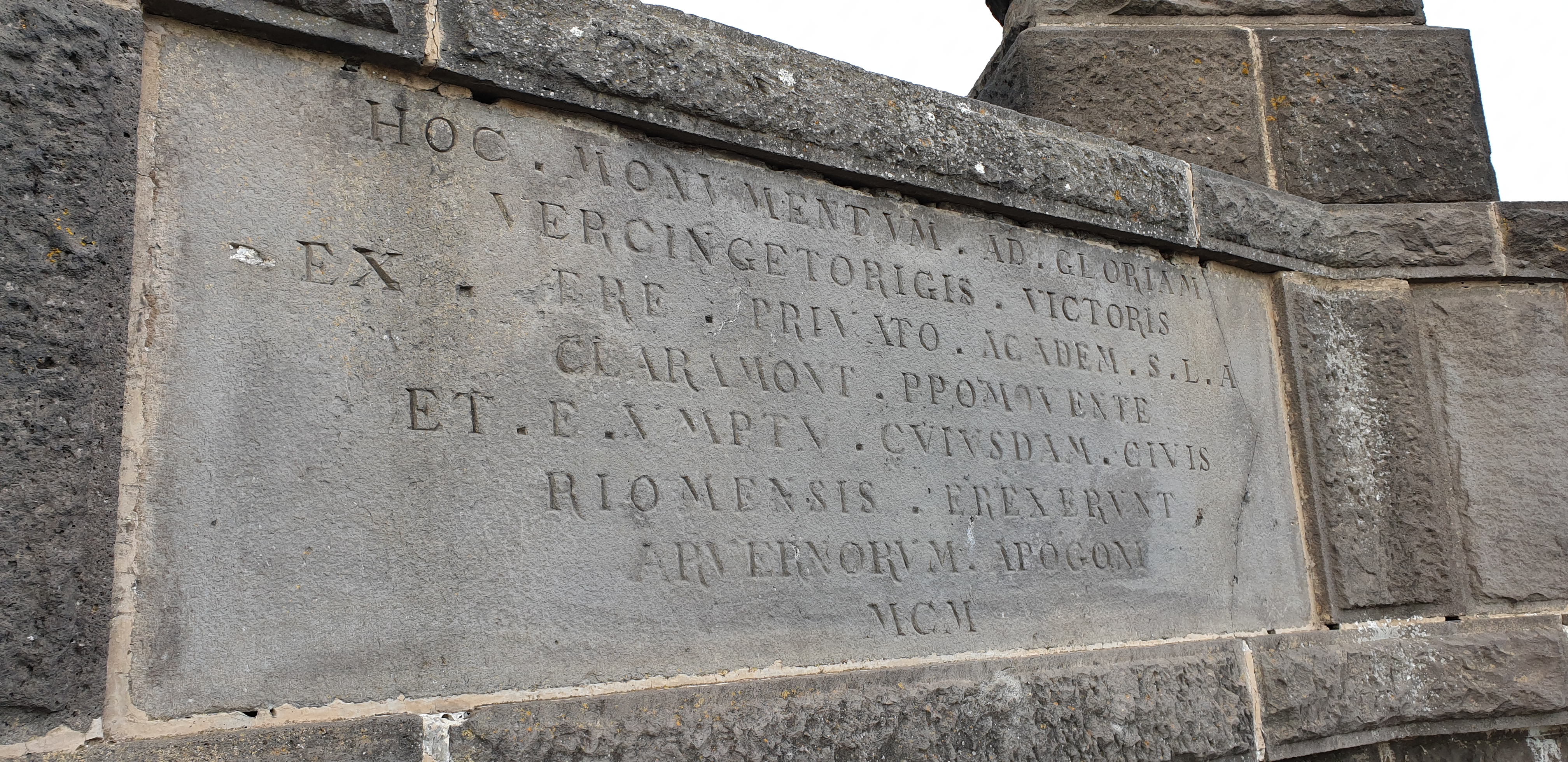
Plaque en latin sur le monument de Gergovie rappelant le rôle de l'Académie

En 1855, elle reprend l'idée d'Amédée Thierry d'ériger un monument commémoratif à Vercingétorix à Clermont-Ferrand puis en 1862 sur le plateau de Gergovie, monument qu'elle ne fera ériger qu'en 1900 (une des trois plaques sur le monument rappelle le rôle de l'académie).
En 1864 Pierre-Pardoux Mathieu attire l'attention de l'Académie sur l'existence d'un monument antique au sommet du puy de Dôme. Édouard Vimont soutient cette hypothèse face aux sceptiques qui n'y voient que les restes de la chapelle Saint-Barnabé. En 1873, l'Académie prend l'initiative de diriger le déblaiement du sommet de la montagne et l’État, le département et la ville de Clermont-Ferrand accordent des subventions. La découverte d'une plaque votive en juillet 1874 achève de convaincre que les ruines sont les vestiges d'un temple au Mercure Arverne. Le comité des travaux historiques attribue alors un prix à l'Académie.

## Activités
L'académie compte soixante membres titulaires et un peu moins de 400 associés correspondants.
L'académie a aujourd'hui son siège 19, rue Bardoux à Clermont-Ferrand. Elle tient ses réunions le premier mercredi du mois (sauf les mois d'été), dans la salle Michel-de-L'Hospital de l'Hôtel de ville.
Elle distribue des prix qui sont remis à l'occasion d'une séance publique solennelle en janvier : le prix Fernand-Mège récompense tour à tour un scientifique, un littéraire ou un artiste ; des prix reconnaissent la valeur d'ouvrages d'intérêt régional : prix Louis-Achard, Achard-Gardette, Grellet de la Deyte, Gandois (tous les 4 ans) ; le prix Camille-Vigouroux distingue une œuvre présentée au Salon des artistes d’Auvergne ; un prix de bienfaisance est destiné à aider une association à but humanitaire ; un prix va à des étudiants méritants de la faculté de droit.
Elle organise en juin une excursion permettant de visiter des sites d'intérêt historique, artistique ou scientifique.

## Organisation

### Présidents
Sauf mention contraire, la source provient du site officiel de l'Académie,.

| Présidence        | Nom                                                     | Éléments biographiques                                                               | Illustration                                |
| ----------------- | ------------------------------------------------------- | ------------------------------------------------------------------------------------ | ------------------------------------------- |
| 2020 - (en cours) | François-Dominique de Larouzière (1956-)                | Géologue-volcanologue                                                                |                                             |
| 2010 - 2020       | Philippe Auserve (1940-)                                | Conservateur du Musée des peintres de l’École de Murol                               |                                             |
| 2007 - 2009       | Jean-Paul Sérandon (1934-2020)                          | Avocat, homme politique                                                              |                                             |
| 2005-2007         | Jean-Claude Laroche (1937-2008)                         | Enseignant (sciences naturelles)                                                     |                                             |
| 2004-2005         | Josiane Teyssot (1952-2014)                             | Maître de conférences à la faculté des lettres (histoire médiévale)                  |                                             |
| 1999-2004         | Anne Courtillé (1943-2015)                              | Professeur à la faculté des lettres (histoire de l'art)                              |                                             |
| 1997-1998         | Georges de Bussac (1920-2016)                           | Conservateur des antiquités et objets d’art                                          |                                             |
| 1993-1996         | Pierre-François Aleil (1927-2013)                       | Conservateur des antiquités et objets d’art                                          |                                             |
| 1991              | Guy Mourlevat (1918-2004)                               | Enseignant (lettres)                                                                 |                                             |
| 1987-1990         | Léon Favaron (1913-2003)                                | Militaire                                                                            |                                             |
| 1983-1986         | Gaston Dastugue (1909-1996)                             | Professeur à la faculté de médecine                                                  |                                             |
| 1975-1978         | Roger Sève (1919-1979)                                  | Archiviste, homme politique                                                          |                                             |
| 1971-1974         | Georges de Bussac (1920-2016)                           | Conservateur des antiquités et objets d'art                                          |                                             |
| 1967-1970         | André-Georges Manry (1913-1997)                         | Enseignant (histoire)                                                                |                                             |
| 1963-1966         | André-Charles Duplessier (1898-1976)                    | Militaire                                                                            |                                             |
| 1959-1962         | Charles Juge-Chapsal (1895-1981)                        | Magistrat                                                                            |                                             |
| 1957-1958         | Camille Vigouroux (1894-1972)                           | Inspecteur des Eaux et forêts                                                        |                                             |
| 1951-1954         | Gaston Dastugue (1909-1996)                             | Enseignant (médecine)                                                                |                                             |
| 1947-1950         | Colonel Laloy (1871-1963)                               | Militaire                                                                            |                                             |
| 1945-1946         | Marc Dousse (1880-1966)                                 | Bibliothécaire                                                                       |                                             |
| 1942-1944         | René Giscard d'Estaing (1891-1945)                      | Homme politique                                                                      |                                             |
| 1939-1941         | René Fric (1880-1970)                                   | Ingénieur                                                                            |                                             |
| 1937-1938         | Pierre Balme (1882-1963)                                | Médecin                                                                              |                                             |
| 1935-1936         | Maurice Basse (1863-1947)                               | Avocat                                                                               |                                             |
| 1933-1934         | Henri Linder (1859-1945)                                | Militaire                                                                            |                                             |
| 1931-1932         | Casimir Pajot (1867-1943)                               | Avocat                                                                               |                                             |
| 1925-1926         | Guillaume Féry d'Esclands (1849-1926)                   | Magistrat                                                                            |                                             |
| 1923-1924         | Eugène L'Ebraly (1866-1924)                             | Avocat                                                                               |                                             |
| 1921-1922         | César de Moré, comte de Pontgibaud (1852-1936)          | Homme politique                                                                      |                                             |
| 1919-1920         | Auguste Audollent (1864-1943)                           | Professeur à la faculté des lettres (latin), directeur du musée Bargoin              |                                             |
| 1914-1918         | Casimir Pajot (1867-1943)                               | Avocat                                                                               |                                             |
| 1912-1913         | Georges Salvy (1851-1918)                               | Avocat                                                                               |                                             |
| 1910-1911         | Joseph Vignancour (1857-1935)                           | Avocat                                                                               |                                             |
| 1908-1909         | Édouard Éverat (1855-1945)                              | Avocat                                                                               |                                             |
| 1906-1907         | Humbert de Villardi de Montlaur (1850-1931)             |                                                                                      |                                             |
| 1904-1905         | Bernard Brunhes (1867-1910)                             | Professeur à la faculté des sciences (physique)                                      |                                             |
| 1903              | Guillaume-Henri Dourif (1824-1910)                      | Professeur (médecine)                                                                |                                             |
| 1902              | Pierre-Marie Étienne Bérard de Chazelles (1838-1923)    | Préfet, conseiller général                                                           |                                             |
| 1900-1901         | Pierre-Alphonse Julien (1938-1905)                      | Professeur à la faculté des sciences (géologie)                                      |                                             |
| 1898-1899         | Christophe de Chabrol (1840-1923)                       | Homme politique                                                                      |                                             |
| 1896-1897         | Cirisse Teillard-Chambon (1847-1916)                    | Ingénieur                                                                            |                                             |
| 1894-1896         | Antoine Vernière (1841-1906)                            | Avocat                                                                               |                                             |
| 1892-1894         | Marc de Vissac (1841-1918)                              | Avocat à Riom                                                                        |                                             |
| 1890-1891         | Guillaume-Henri Dourif (1824-1910)                      | Professeur (médecine)                                                                |                                             |
| 1888-1889         | Victor Fleury (1809-1892)                               | Enseignant (médecine), directeur de l'École de médecine de Clermont                  |                                             |
| 1886-1887         | Adolphe Ancelot (1815-1889)                             | Ancien président de chambre à la Cour de Riom                                        |                                             |
| 1884              | Pierre-Hector Aubergier (1810-1884)                     | Doyen de la faculté des sciences de Clermont-Ferrand                                 |                                             |
| 1882-1884         | Charles de Lacombe (1832-1904)                          | Journaliste politique et député du Puy-de-Dôme                                       |                                             |
| 1881-1882         | Annet Talon (1807-1891)                                 | Avocat à la cour d'appel de Riom, maire de Riom et conseiller général du Puy-de-Dôme |                                             |
| 1874-1875         | Annet Vincent Nivet (1809-1893)                         | Médecin                                                                              |                                             |
| 1872-1873         | Adolphe Ancelot (1872-1873)                             | Magistrat                                                                            |                                             |
| 1870-1871         | Henry Doniol (1818-1906)                                | Magistrat                                                                            |                                             |
| 1868-1869         | Pierre Rouffy (1815-1884)                               | Magistrat                                                                            |                                             |
| 1866-1867         | Étienne Grellet-Dumazeau (1804-1877)                    | Magistrat                                                                            |                                             |
| 1864-1865         | Pierre Bertrand (1806-1889)                             | Médecin, directeur de l'École de médecine de Clermont                                |                                             |
| 1861-1863         | Félix-Victor Martha-Becker (1808-1885)                  | Ingénieur et historien, homme politique                                              |                                             |
| 1850-1860         | Prosper de Barante (1782-1860)                          | Historien, homme politique et diplomate                                              |                                             |
| 1839-1849         | Jean-Baptiste Tailhaud (1771-1849)                      | Avocat                                                                               |                                             |
| 1825-1838         | François Dominique de Reynaud de Montlosier (1755-1838) | Homme politique                                                                      | François Dominique de Reynaud de Montlosier |

## Patrimoine
L'académie dispose d'un patrimoine important, immobilier et mobilier, qui lui est venu par legs et dons.

### Patrimoine immobilier
- L'immeuble du 19, rue Bardoux à Clermont-Ferrand, siège de l'académie, légué par Alphonsine Ledru, veuve Drudin, fille de l'architecte Agis-Léon Ledru, maire de Clermont-Ferrand et président du Conseil général du Puy-de-Dôme.
- L'immeuble du 13, rue du Onze-Novembre à Clermont-Ferrand ("Legs Sauzet" (1976)[22]) : maison natale d'Armand Sauzet, qui fut secrétaire général de l'académie.
- La tour de Montpeyroux (legs Mme Pierre Rougier).

### Patrimoine mobilier
Le patrimoine mobilier est composé d'une importante bibliothèque, de tableaux (comme les Laveuses de François Boucher, en dépôt au Musée d'Art Roger-Quilliot) et de meubles (par exemple, le bureau de l'intendant Chazerat).

## Archives
- Bibliothèque du Patrimoine de Clermont Auvergne Métropole, MS 785-786-787, 1134-1135-1136, 1414, 2072...

## Publications
- Mémoires de l'Académie des sciences, belles-lettres et arts de Clermont-Ferrand. Clermont-Ferrand : Académie des sciences, belles-lettres et arts, 1890 - en cours.  (ISSN 0768-5491). Parution irrégulière (environ deux titres par an).
- Bulletin historique et scientifique de l'Auvergne. Tome 53, n° 478 (1933) - en cours.  (ISSN 1153-2599). 2 numéros par an.
- Bulletin de l'Auvergne, 1926-1932. (ISSN 1153-2602)
- Bulletin historique et scientifique de l'Auvergne, 1881-1925. (ISSN 1153-2580) lire en ligne sur Gallica
- Mémoires de l'Académie des sciences, belles-lettres et arts de Clermont-Ferrand, 1859-1887. (ISSN 1762-892X) lire en ligne sur Gallica
- Annales scientifiques, littéraires et industrielles de l'Auvergne, 1828-1858. (ISSN 1257-0338) lire en ligne sur Gallica